# Stanfieldiella
Stanfieldiella là một chi thực vật có hoa trong họ Commelinaceae.